# Trigonia cipoensis
Trigonia cipoensis är en tvåhjärtbladig växtart som beskrevs av E. Fromm-trinta och E. Santos. Trigonia cipoensis ingår i släktet Trigonia och familjen Trigoniaceae. Inga underarter finns listade i Catalogue of Life.